# Francisco Abellán Gómez
Francisco Abellán Gómez (La Peza (Granada), 1895-Los Balcones, Gor (Granada), 1972) fue un doctor ingeniero de caminos, canales y puertos español, hijo del médico José Abellán Acosta (La Peza, 1846-1895) y nieto del médico de baños Antonio Rafael Abellán Rodríguez (La Peza, 1814-1889). Destacó por su labor en el desarrollo de las infraestructuras hidráulicas en Andalucía y en especial en la provincia de Granada. Fue condecorado con la Gran Cruz del Mérito Civil en 1964.
Adaptó el trazado en algunos puntos y asfaltó la carretera de Sierra Nevada trazada por el célebre ingeniero Juan José Santa Cruz. Llevó a cabo el proyecto inicial del embalse de Iznájar, el de mayor capacidad de Andalucía y del Embalse de La Bolera. Otros proyectos suyos son el embalse del Negratín, el embalse de El Portillo o el embalse de Quéntar, todos en la provincia de Granada. Diseñó y llevó a cabo la construcción del embalse de Cubillas. Se le ha dedicado una plaza en Trevélez (Granada) y un embalse en las inmediaciones de su lugar de nacimiento, La Peza, denominado embalse de Francisco Abellán y construido en 1997, pero cuyo primer proyecto, entonces denominado del pantano del Peñón de los Gitanos, también se le debe a él.